# Vigilats
Vigilats (títol original en anglès, The Rental) és una pel·lícula de terror estatunidenca del 2020 coescrita, produïda i dirigida per Dave Franco, en el seu debut com a director. Franco va coescriure el guió amb Joe Swanberg a partir d'una història del mateix Franco, Swanberg i Mike Demski. És protagonitzada per Dan Stevens, Alison Brie, Sheila Vand, Jeremy Allen White i Toby Huss, i segueix dues parelles que comencen a sospitar que són vigilades a la casa que van llogar. S'ha doblat i subtitulat al català.
La pel·lícula es va estrenar a la carta i en una selecció de cinemes dels Estats Units el 24 de juliol de 2020, amb la distribució d'IFC Films. Va rebre crítiques generalment positives, i es va convertir en la segona pel·lícula que ha arribat a les llistes de vídeo sota demanda i de taquilla el mateix cap de setmana.